# Aurelia Cota
Aurelia Cota (m. 54 a. C.) fue una dama romana del siglo I a. C. perteneciente a la gens Aurelia. Fue admirada en la Antigüedad por la esmerada educación que impartió a su hijo Julio César.

## Familia
Aurelia era miembro de los Aurelios Cotas, una rama familiar de la plebeya gens Aurelia, e hija de Lucio Aurelio Cota, cónsul en el año 119 a. C. Por parte de padre, era prima de los tres hermanos Cotas que alcanzaron el consulado tras la dictadura silana. Se casó con Cayo Julio César, miembro de una familia patricia de la gens Julia, con quien fue madre de Julio César y dos hijas, ambas llamadas Julia. A través de la más joven de sus hijas, Aurelia fue antepasada de varios emperadores julioclaudios.

## Biografía
Enviudó hacia el año 85 u 84 a. C. y no volvió a casarse, pasando el resto de su vida en casa de su hijo. En el año 81 a. C. persuadió a su primo Cayo Aurelio Cota y a su pariente Mamerco Emilio Lépido Liviano para que intercedieran por su hijo cuando Sila ordenó incluirlo en la lista de proscritos por negarse a divorciarse de Cornelia. Tras la muerte de esta, en el año 69 a. C., se ocupó también de la educación de su nieta Julia, hija de aquella y Julio César.
Habiéndose presentado Julio César a las elecciones a pontífice máximo, la mañana de la elección salió a despedirlo a la puerta de la casa. El futuro dictador le dijo que «él no regresaría a casa sino como pontífice» según la versión de Suetonio  o «madre, hoy verás a tu hijo sumo pontífice o desterrado» según la versión de Plutarco.
Durante los ritos de Bona Dea del año 62 a. C. (que se celebraban anualmente en casa del pontífice máximo), una sirvienta descubrió la intrusión de Clodio. Aurelia, que quizá desempeñaba un papel más relevante que Pompeya, la esposa de Julio César, ordenó detener la ceremonia y tapar los objetos sagrados para que no fueran mancillados por la mirada de un hombre. Cerró la casa y encabezó la búsqueda del intruso que fue descubierto en la habitación de Habra, una sirvienta de la casa. En el juicio que siguió, Aurelia testificó por el sacrilegio de Clodio, a pesar de que su hijo renunció a acusarlo.
Falleció en el año 54 a. C.

## Personalidad
Aurelia fue muy admirada en la Antigüedad por su inteligencia, virtud y el papel de madre. Se ocupó de la educación de su hijo y ejerció una gran influencia en su vida. Tácito la recuerda entre las grandes matronas romanas junto a Cornelia, la madre de los Gracos, y Acia, la madre de Augusto. Parece haber tenido un carácter fuerte  y haber afrontado situaciones difíciles con calma.